# Joanna García
Joanna Leanna García, nota anche come Joanna García Swisher (Tampa, 10 agosto 1979), è un'attrice statunitense.
È nota per aver interpretato il ruolo di Cheyenne Hart-Montgomery nella sitcom Reba (2001-2007) e quello di Megan Smith nella serie televisiva Privileged (2008-2009). Ha inoltre interpretato la sirenetta Ariel nella serie televisiva C'era una volta (2013-2018).

## Biografia
Joanna García nasce nella città di Tampa, in Florida, da Lorraine, casalinga ed ex insegnante statunitense di origine spagnola, e Jay García, ginecologo cubano. Ha un fratello di nome Michael. All'età di 10 anni viene selezionata da una compagnia teatrale locale e in seguito viene contattata da Disney Channel, ma i genitori vogliono dare priorità all'istruzione scolastica. Joanna frequenta la scuola cattolica Tampa Catholic High School.
Prima di terminare la scuola secondaria di secondo grado ottiene un ruolo nella serie prodotta da Nickelodeon Hai paura del buio?, trasferendosi in Canada durante le riprese. Mentre frequenta ancora la Tampa Catholic High School ottiene diversi ruoli in serie televisive e film, tra cui SeaQuest - Odissea negli abissi, Superboy e Papà Noè. Dopo aver lasciato il college entra a far parte del cast dell'acclamata serie Cinque in famiglia (Party of Five), interpretando il ruolo di Hallie. Nel 2000 ottiene un ruolo ricorrente anche nella serie Freaks and Geeks. Successivamente inizia a frequentare l'Università statale della Florida, ma abbandona gli studi universitari dopo il primo anno per dedicarsi all'attività di attrice, trasferendosi a Los Angeles.
La notorietà arriva nel 2001, quando esordisce al cinema nei film Non è un'altra stupida commedia americana e American Pie 2. A partire dallo stesso anno interpreta per sei stagioni il ruolo di Cheyenne Hart-Montgomery, la figlia maggiore della protagonista, nella sitcom di The CW Reba. Il ruolo le vale una candidatura nel 2005 in qualità di miglior attrice televisiva - commedia ai Teen Choice Awards. Nel 2008 è protagonista nella serie Privileged, dove interpreta Megan Smith. Il ruolo le vale una candidatura nel 2009 in qualità di miglior attrice televisiva - drammatica agli ALMA Award. L'anno seguente ha un ruolo da guest star nella terza stagione di Gossip Girl, dove interpreta Bree Buckley, e nella quinta di How I Met Your Mother, dove interpreta una compagna di college di Ted Mosby.
Nel 2010 ha un ruolo da co-protagonista nella serie della ABC Better with You, ideata da Shana Goldberg-Meehan, già autrice di Friends, e nel film La rivincita delle damigelle, insieme a Raven-Symoné. Nel 2013 entra nel cast ricorrente della terza stagione di C'era una volta (Once Upon a Time), interpretando il personaggio della sirenetta Ariel. Nel 2017 ha un ruolo da co-protagonista nella serie Kevin (Probably) Saves the World dove interpreta la sorella del protagonista Kevin, Amy Cabrera.

## Vita privata

Joanna García con il marito Nick Swisher, alla Forward Operating Base Shank, in Afghanistan, durante un tour della United Service Organizations per accogliere le truppe e visitare le strutture militari, il 25 novembre 2011

Nel 2008, Joanna García si fidanza con Trace Ayala, assistente personale e amico d'infanzia di Justin Timberlake e co-fondatore dell'azienda di abbigliamento William Rast.
L'11 dicembre 2010 ha sposato il giocatore di baseball Nick Swisher. La coppia ha due figlie, Emerson Jay Swisher, nata il 21 maggio 2013 e Sailor Stevie Swisher, nata il 28 giugno 2016.
A Los Angeles, quando non è impegnata nell'attività di attrice, si dedica al volontariato, insegnando la lingua inglese ai bambini di origine non statunitense di Los Angeles. Inoltre è membro dell'organizzazione Make the Commitment, che ha lo scopo di sensibilizzare sul cancro uterino, e della We Reach, che si occupa di organizzare eventi a scopo di beneficenza.

## Filmografia

### Attrice

#### Cinema
- Are You Afraid of the Dark?: More Tales from the Midnight Society - direct-to-video (1994)
- American Pie 2, regia di J.B. Rogers (2001)
- Non è un'altra stupida commedia americana (Not Another Teen Movie), regia di Joel Gallen (2001)
- A-List, regia di Shira-Lee Shalit (2006)
- Extreme Movie, regia di Adam Jay Epstein e Andrew Jacobson (2008)
- Gli stagisti (The Internship), regia di Shawn Levy (2013)
- Botte da prof. (Fist Fight), regia di Richie Keen (2017)
- Natale con i Campbell (Christmas with the Campbells), regia di Clare Niederpruem (2022)

#### Televisione
- Superboy - serie TV, episodio 4x19 (1992)
- Clarissa (Clarissa Explains It All) – serie TV, episodio 3x08 (1991)
- Welcome Freshmen - serie TV, episodio 3x11 (1993)
- SeaQuest - Odissea negli abissi (SeaQuest DSV) – serie TV, episodio 2x05 (1994)
- Hai paura del buio? (Are You Afraid of the Dark?) – serie TV, 37 episodi (1994-1996)
- Una bionda per papà (Step by Step) – serie TV, episodio 5x22 (1994)
- Pointman - serie TV, episodio 2x02 (1995)
- Papà Noè (Second Noah?) – serie TV, episodi 1x08-1x10-2x07 (1996-1997)
- Questione d'onore (Love's Deadly Triangle: The Texas Cadet Murder), regia di Richard A. Colla – film TV (1997)
- Dalla Terra alla Luna (From the Earth to the Moon) – miniserie TV, puntata 9 (1998)
- Da un giorno all'altro (Any Day Now) – serie TV, episodi 1x10-1x11 (1998)
- Cinque in famiglia (Party of Five) – serie TV, 5 episodi (1998)
- Dawson's Creek – serie TV, episodio 2x16 (1999)
- Holy Joe, regia di Larry Peerce – film TV (1999)
- Pacific Blue – serie TV, episodio 4x21 (1999)
- Providence – serie TV, episodio 1x17 (1999)
- In tribunale con Lyn (Family Law) - serie TV, episodio 1x04 (1999)
- CI5: The New Professionals – serie TV, episodio 1x13 (1999)
- Freaks and Geeks – serie TV, 5 episodi (2000)
- Opposite Sex – serie TV, episodio 1x04 (2000)
- Freedom – serie TV, episodio 1x03 (2000)
- Boston Public – serie TV, episodio 1x04 (2000)
- Go Fish – serie TV, episodio 1x02 (2001)
- Going to California – serie TV, episodio 1x04 (2001)
- Off Centre – serie TV, episodio 1x01 (2001)
- Reba – serie TV, 125 episodi (2001-2007)
- Le cose che amo di te (What I Like About You) – serie TV, episodio 3x06 (2004)
- L'iniziazione (The Initiation of Sarah), regia di Stuart Gillard – film TV (2006)
- Benvenuti a The Captain (Welcome to The Captain) – serie TV, 5 episodi (2008)
- La figlia della sposa (A Very Merry Daughter of the Bride), regia di Leslie Hope – film TV (2008)
- Privileged – serie TV, 18 episodi (2008-2009)
- Gossip Girl – serie TV, 4 episodi (2009)
- How I Met Your Mother – serie TV, episodio 5x10 (2009)
- La rivincita delle damigelle (Revenge of the Bridesmaids), regia di James Hayman – film TV (2010)
- Better with You – serie TV, 22 episodi (2010-2011)
- Royal Pains – serie TV, 4 episodi (2012)
- Animal Practice – serie TV, 9 episodi (2012-2013)
- The Mindy Project - serie TV, episodi 2x18-2x19-2x20 (2014)
- The Astronaut Wives Club - serie TV, 10 episodi (2015)
- Nonno all'improvviso (Grandfathered) - serie TV, episodio 1x05 (2005)
- C'era una volta (Once Upon a Time) – serie TV, 7 episodi (2013-2018) - Ariel
- Pitch - serie TV, episodi 1x02-1x06-1x10 (2016)
- The Kicker, regia di Don Scardino - film TV (2016)
- Kevin (Probably) Saves the World - serie TV, 16 episodi (2017-2018)
- Dan the Weatherman, regia di Seth Gordon - film TV (2018)
- Happy Accident, regia di Kat Coiro - film TV (2019)
- As Luck Would Have It, regia di Clare Niederpruem - film TV (2021)
- Il colore delle magnolie (Sweet Magnolias) - serie TV, 40 episodi (2020-2025)

### Doppiatrice

#### Televisione
- I Griffin (The Family Guy) – serie TV, episodio 4x08 (2005)
- I pinguini di Madagascar – serie TV, episodio 2x19 (2011)

#### Videogiochi
- Are You Afraid of the Dark?: The Tale of Orpheo's Curse, regia di Stephen Gass (1994)

### Produttrice
- Villa Amore, regia di Clare Niederpruem - film TV (2025)

### Regista
- Il colore delle magnolie (Sweet Magnolias) - serie TV, episodio 4x07 (2025)

## Televisione
- L’ultimatum - Queer Love (The Ultimatum: Queer Love) - reality, 20 episodi (2023-2025)

## Riconoscimenti
- ALMA Award
  - 2009 - Candidatura alla miglior attrice televisiva - drammatica per Privileged
- Teen Choice Awards
  - 2005 - Candidatura alla miglior attrice televisiva - commedia per Reba

## Doppiatrici italiane
Nelle versioni in italiano delle opere in cui ha recitato, Joanna Garcia è stata doppiata da:
- Perla Liberatori in Reba, Better with You
- Benedetta Degli Innocenti in The Astronaut Wives Club
- Chiara Gioncardi in La rivincita delle damigelle
- Micaela Incitti in Benvenuti a The Captain
- Ughetta d'Onorascenzo in Botte da prof.
- Valentina Favazza in C'era una volta
- Federica De Bortoli in Privileged
- Ilaria Latini in Gossip Girl
- Barbara De Bortoli in Il colore delle magnolie